# Глиф
Глифът е наименованието на всяко конкретно изображение от дадена писмена система. Глифът е реалното изображение на абстрактното понятие, наречено графема. Глифи, които изобразяват една и съща графема, се наричат алографи.
В печатарството понятието глиф има две значения. Първото е очертанието, действителната форма на изображението на буква. Една и съща буква може да има различни глифове, например изписана с различен шрифт. В този случай „глиф“ е синоним на „изображение“. Второто
значение е вид идеализирана форма, произлизаща от комбинирането на основни букви в специфичен контекст. При такава употреба две изображения ще имат еднакъв глиф, когато имат еднаква топология и ще имат различен глиф, когато са изписани по различен начин, например печатно и ръкописно „а“. В този случай „глиф“ е синоним на „тип глиф“, където „глиф“ се дефинира както в първото значение.

## Графономика
В научното изследване на почерка (графономика) терминът глиф се използва за част от символ или многосимволно съчетание. В типографията повечето глифи произхождат от символите на даден шрифт. В шрифта всеки знак обикновено съответства на един глиф, но има и изключения, като например шрифт, използван за език с голяма азбука или сложна писмена система, където един символ може да съответства на няколко глифа или пък няколко символа съответстват на един глиф.

## Археология
В археологията глифът е издълбан или вписан символ. Това може да бъде пиктограма или идеограма, или част от система за писане като сричка или логограма.
Глифът е „специфичната форма, дизайн или представяне на стил“. Това е конкретно графично представяне, в определен шрифт, на елемент от писмения език, който може да бъде графема, част от графема, или понякога няколко графеми в комбинация (съставен глиф). Ако има повече от един алограф на единица за писане и изборът между тях зависи от контекста или от предпочитанията на автора, те трябва да бъдат третирани като отделни глифи, тъй като трябва да има механични механизми за разграничаване между тях и да отпечатате което от тях се изисква. Същото важи и за изчислителната техника. При изчислителната техника, както и при типографията, терминът „символен тип“ се отнася до графема или подобна на графема единица текст, както се среща в системите за писане на естествен език (скриптове). При типографията и изчислителната техника обхватът на графемите е по-широк, отколкото в писмения език, и по други начини: типографският шрифт често трябва да се справя с редица различни езици, всеки от които допринася със собствени графеми и може да се наложи да се отпечата други символи като дингбати. Обхватът на необходимите глифи се увеличава съответно. В обобщение, в типографията и изчисленията глифът е графична единица.